# کارلوس گالو
کارلوس گالو (انگلیسی: Carlos Gallo؛ زادهٔ ۴ مارس ۱۹۵۶) بازیکن فوتبال اهل برزیل بود.
از باشگاه‌هایی که در آن بازی کرده‌است می‌توان به باشگاه ورزشی پورتوگیزا، باشگاه فوتبال کورینتیانس، باشگاه فوتبال پالمیراس، باشگاه فوتبال اتلتیکو مینیرو، باشگاه فوتبال پونته پرتا، باشگاه ورزشی مالاتیااسپور، و باشگاه فوتبال گوارانی اشاره کرد.
وی همچنین در تیم ملی فوتبال برزیل بازی کرده‌است.
وی در مسابقات بین‌المللی در مجموع برندهٔ ۱ مدال طلا شده‌است.